# Bacchisa holorufa
Bacchisa holorufa es una especie de Insecta del género Bacchisa, de la familia Cerambycidae, del orden Coleoptera.

## Taxonomía
Fue descrita científicamente por Breuning en 1968.